# Alfons Lütke-Westhues
Alfons Lütke-Westhues (* 17. Mai 1930 in Westbevern; † 8. März  2004 in Warendorf) war ein deutscher Springreiter.
Seinen größten Erfolg feierte er bei den Olympischen Spielen 1956 in Stockholm mit dem Gewinn der olympischen Mannschafts-Goldmedaille zusammen mit Fritz Thiedemann und Hans Günter Winkler. Dafür erhielt er am 21. November 1957 das Silberne Lorbeerblatt.
Sein älterer Bruder August Lütke-Westhues errang 1956 im Vielseitigkeitsreiten ebenfalls olympische Medaillen.

## Erfolge
- Olympische Spiele
  - 1956 in Stockholm: Goldmedaille Mannschaft auf Ala